# Bizutage
 (mai 2021).
 (mai 2021).
- Si vous ne connaissez pas le sujet, laissez ce bandeau (vous pouvez alors contacter les auteurs).
- Si vous supprimez le contenu mis en cause (vous pouvez préalablement contacter les auteurs),

argumentez précisément cette suppression dans la page de discussion
(un manque de référence n'est pas un argument ; une recherche réelle de référence doit avoir été effectuée, être formellement documentée).
 (juillet 2023).
Les informations dans cet article sont mal organisées, redondantes, ou il existe des sections bien trop longues. Structurez-le ou soumettez des propositions en page de discussion.
Avec le temps, il arrive que le contenu présent dans un article devienne désordonné. Il est souvent nécessaire de réorganiser l'article de fond en comble.
- Il faut tout d’abord répartir le contenu de l'article en plusieurs sections. Les informations doivent ensuite être exposées clairement et le plus synthétiquement possible, regroupées par sujet afin d'éviter les doublons. Quelqu'un cherchant une information précise doit pouvoir la trouver rapidement en lisant la section appropriée.
- À l'intérieur de chaque section, le texte, souvent initialement sous la forme de phrases éparses, doit être regroupé dans des paragraphes de quelques lignes, en assurant un enchaînement logique et une cohérence entre les phrases.
- Lorsque l'article ou l'une de ses sections développe trop longuement un point qui n'est pas dans le cœur du sujet traité, il convient de faire une synthèse et de transférer l'ancien contenu dans des articles plus appropriés (en cas de transfert, il faut impérativement respecter la procédure Aide:Scission).

Si vous pensez que ces points ont été résolus, vous pouvez retirer ce bandeau et améliorer le plan d'un autre article.

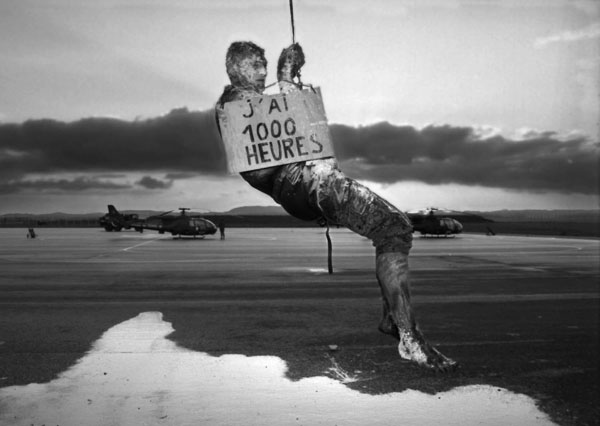
Bizutage militaire d'un officier pilote - Compiègne, France - 1997.

Le bizutage, ou initiation, est un ensemble de pratiques, épreuves, traitements ritualisés et imposés, destiné à symboliser l'intégration d'une personne au sein d'un groupe social particulier : étudiants, militaires, professionnels, etc. Dans certains pays, dont la France, ce genre de pratiques a ces dernières années souvent fait l'objet de l'attention des médias, notamment à la suite d'incidents ou accidents, ou plus simplement de par la nature de plus en plus considérée par les sociétés contemporaines comme dégradante et humiliante de nombreux bizutages. Les pouvoirs politiques y ont été amenés à moins tolérer le bizutage que par le passé, voire à légiférer pour l'interdire partiellement ou totalement.
Refuser la soumission au bizutage expose parfois à la possibilité de subir de l'ostracisme par la suite.

## Par pays

### France
La définition donnée du bizutage, provenant de l'article 14 de la loi du 17 juin 1998, est : « Le fait pour une personne, d'amener autrui, contre son gré ou non, à subir ou à commettre des actes humiliants ou dégradants lors de manifestations, ou de réunions liées aux milieux scolaires et socio-éducatifs. ». Ainsi, contrairement à l'idée répandue, cette interdiction s'applique également « en cas de consentement de la personne ». Le Code pénal français punit les actes de bizutage de six mois de prison et 7 500 € d'amende. Les peines sont doublées lorsqu'ils affectent une personne fragile physiquement et mentalement. Ces rites en sont parfois arrivés aux limites de la brimade, voire du racket (« taxe » des 3⁄2 par les 5⁄2 en Classe préparatoire aux grandes écoles (dite « taupe ») dans les années 1960). Pour désigner le bizutage, les termes de bahutage (Saint-Cyr) ou absorption (École polytechnique) sont également employés.
Certains établissements, comme l'École des mines de Nancy, avaient aboli le bizutage-brimade dès 1957, et l'avaient remplacé par une série d'« exploits » que les nouveaux devaient accomplir pour prouver leur esprit débrouillard ou farceur (faire sonner à minuit les cloches de la cathédrale, par exemple). Vite réapparues, les brimades furent de nouveau abolies par l'association des élèves en 1971.[réf. nécessaire] Les filières concernées par le bizutage sont principalement les écoles d'ingénieurs, écoles de commerce, écoles militaires, facultés de médecine, pharmacie et classes préparatoires.
Le bizutage peut aller de la vente de bonbons déguisé en sac poubelle à la bastonnade en passant par l'ivresse, l'absorption de liquide peu ragoûtant, ou de la contrainte à des jeux sexuels, comme l'exhibitionnisme et l'introduction d'objets dans l'anus ou le traçage de croix gammées sur la peau.

#### Historique
Au Moyen Âge, les étudiants novices nouvellement arrivés à l’université de Paris étaient surnommés "béjaunes". Ceux-ci formaient une confrérie particulière et avaient pour chef l’Abbé des Béjaunes. Le jour des Innocents, cet abbé, monté sur un âne, conduisait sa confrérie par toute la ville. Le soir, il réunissait tous les béjaunes et les aspergeait avec des seaux d’eau. C’était ce qu’on appelait le baptême des béjaunes. On forçait aussi les nouveaux étudiants à payer une bienvenue aux anciens ; on nommait cette taxe droit de béjaune. Un décret de l’Université abolit cet usage, en 1342, et il fut défendu d’exiger le droit de béjaune, sous peine de punition corporelle. Le bizutage ritualisé et prolongé, à la manière des étudiants médiévaux, se réintroduisit au XIXe siècle dans les classes préparatoires des lycées, notamment dans les années 1840 chez les candidats à Saint-Cyr où le terme « bizut », transformation de « béjaune », serait réapparu vers 1843. Depuis 1928, les gouvernements successifs en France ont vainement tenté de mettre fin au bizutage à travers plusieurs circulaires (1928, 1944, 1945, 1954, 1962, 1964) et lois (1998).
En 1968, de larges débats ont été consacrés (dans certaines facultés, en particulier des Lettres, de plusieurs villes au sein des assemblées générales à la suppression et au boycott des pratiques des humiliations dominatrices et particulièrement sexistes[source insuffisante], au moment où le mouvement revendicatif se battait pour obtenir, par exemple, le droit de visite dans les résidences universitaires réservées aux filles.
Par la loi n° 98-468 du 17 juin 1998 relative à la prévention et à la répression des infractions sexuelles ainsi qu’à la protection des mineurs, créée par Ségolène Royal, Ministre déléguée à l'Enseignement scolaire du Gouvernement Jospin, le bizutage devient un délit.
Malgré cela, le bizutage reste toujours présent dans une majorité d'écoles, incarné dans l'inconscient collectif par les week-ends d'intégration (WEI). En 2010, le Ministère de l’Éducation nationale adresse une lettre de rappel à l'ordre à l'ensemble des représentants d'établissement du supérieur.

#### Affaires récentes
À la fin de septembre 2008 à la faculté de médecine d'Amiens (Université de Picardie), à la suite de la révélation d'un bizutage obligeant des jeunes filles à mimer des positions sexuelles et devant l'absence de réaction de la direction, le recteur de l'académie d'Amiens, Ahmed Charai est démis de ses fonctions par Valérie Pécresse, Ministre de l'Enseignement supérieur,,.
En septembre 2009, un étudiant est forcé de boire de l'alcool au cours d'une soirée d'intégration de l'ENSAM d'Angers. À la suite du scandale, le directeur de l'établissement, Bernard Moreira-Miguel, est renvoyé par la ministre, Valérie Pécresse,.

#### Vu par des personnalités
- Saint Augustin écrit dans ses Confessions qu'il avait en « horreur leurs méfaits, ces brimades dont ils accablaient insolemment la timidité des nouveaux venus, qu'ils effrayaient et insultaient sans raison, pour nourrir leurs joies si méchantes. Rien ne ressemble davantage aux actes des démons. »[15].
- Valérie Pécresse, victime d'un bizutage lorsqu'elle était étudiante : « J'en garde le souvenir de rites humiliants, moralement et psychologiquement, qu'on peut supporter quand on est soi-même très solide mais qui peuvent briser des jeunes, et pour toute l'année »[13].
- Nagui, contraint de s'exhiber nu dans son établissement sous peine d'être couvert d'œufs pourris[16].

### Belgique
En Belgique, le bizutage est appelé « baptême étudiant ». Il est néanmoins autorisé légalement moyennant le respect de plusieurs règles de sécurité et de respect élémentaires.
Ainsi, les baptêmes estudiantins de l'Université catholique de Louvain, par exemple, ne sont autorisés que s'ils respectent la Charte Aune qui établit les règles de base à respecter lors de toute animation étudiante. Celle-ci prévoit des règles concernant la sécurité, le bruit, l'hygiène, le lieu et la nature de l'animation. Les baptêmes de l'Université Libre de Bruxelles sont quant à eux soumis à la charte "Meta For Intérieur", passée entre l'université et ses "cercles" étudiants (associations étudiantes, souvent folkloriques).
Cet encadrement de l'administration reste cependant très théorique. En pratique, des dérives et des incidents sont rapportés par les médias chaque année, incluant des discriminations, humiliations, des agressions sexuelles, et des mauvais traitements ou accidents pouvant conduire au coma, ou décès,,,. Des décès sont ainsi à déplorer en 2018, 2021 et 2023, notamment celui de Sanda Dia qui a donné lieu à une polémique en Belgique.

### Pays-Bas

Exemples de rites de bizutage aux Pays-Bas au début des années 1960.
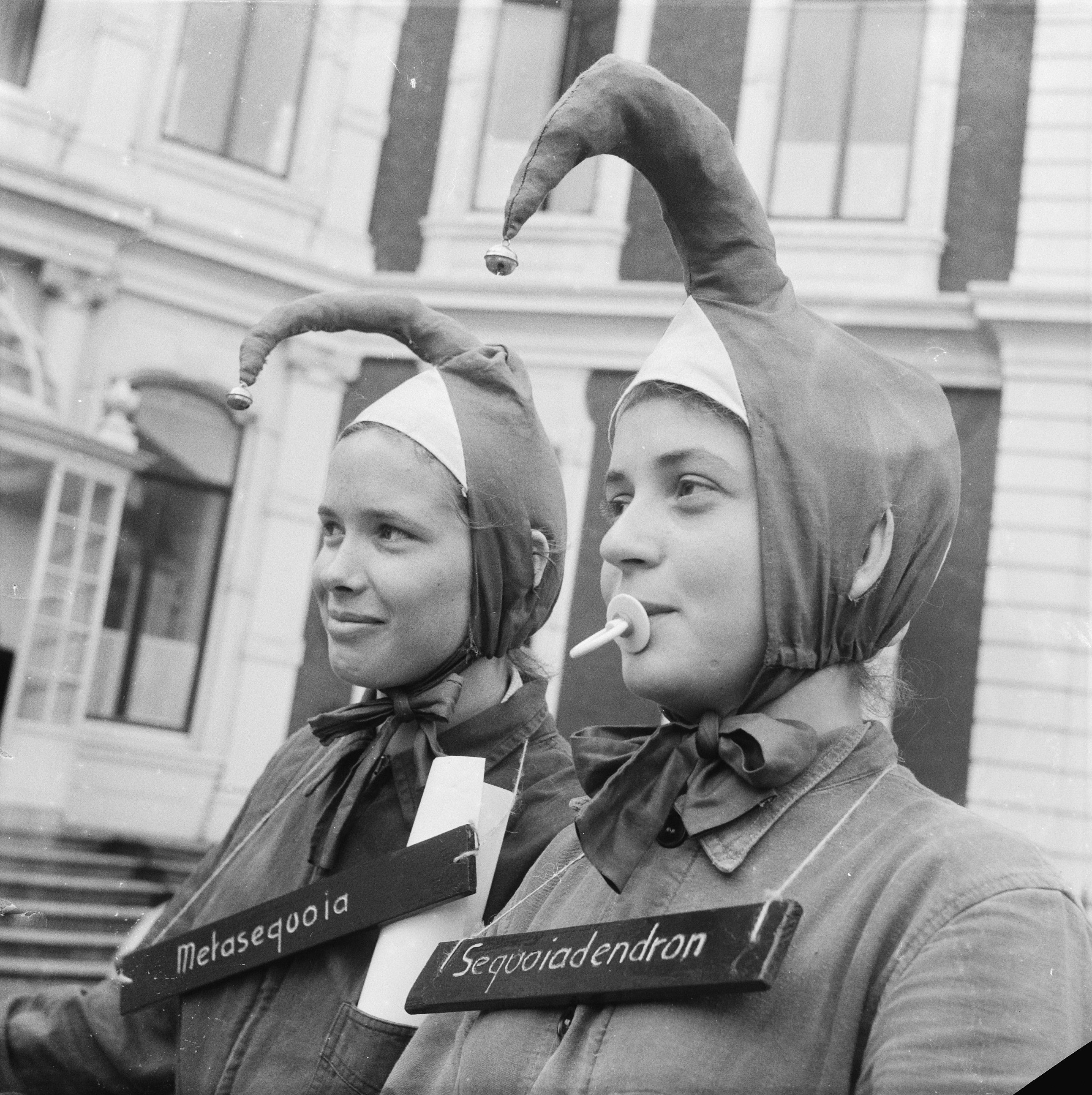
Deux jeunes filles bizutées, coiffées d'un bonnet à grelot, à La Haye (5 septembre 1961). L'une a une tétine à la bouche.
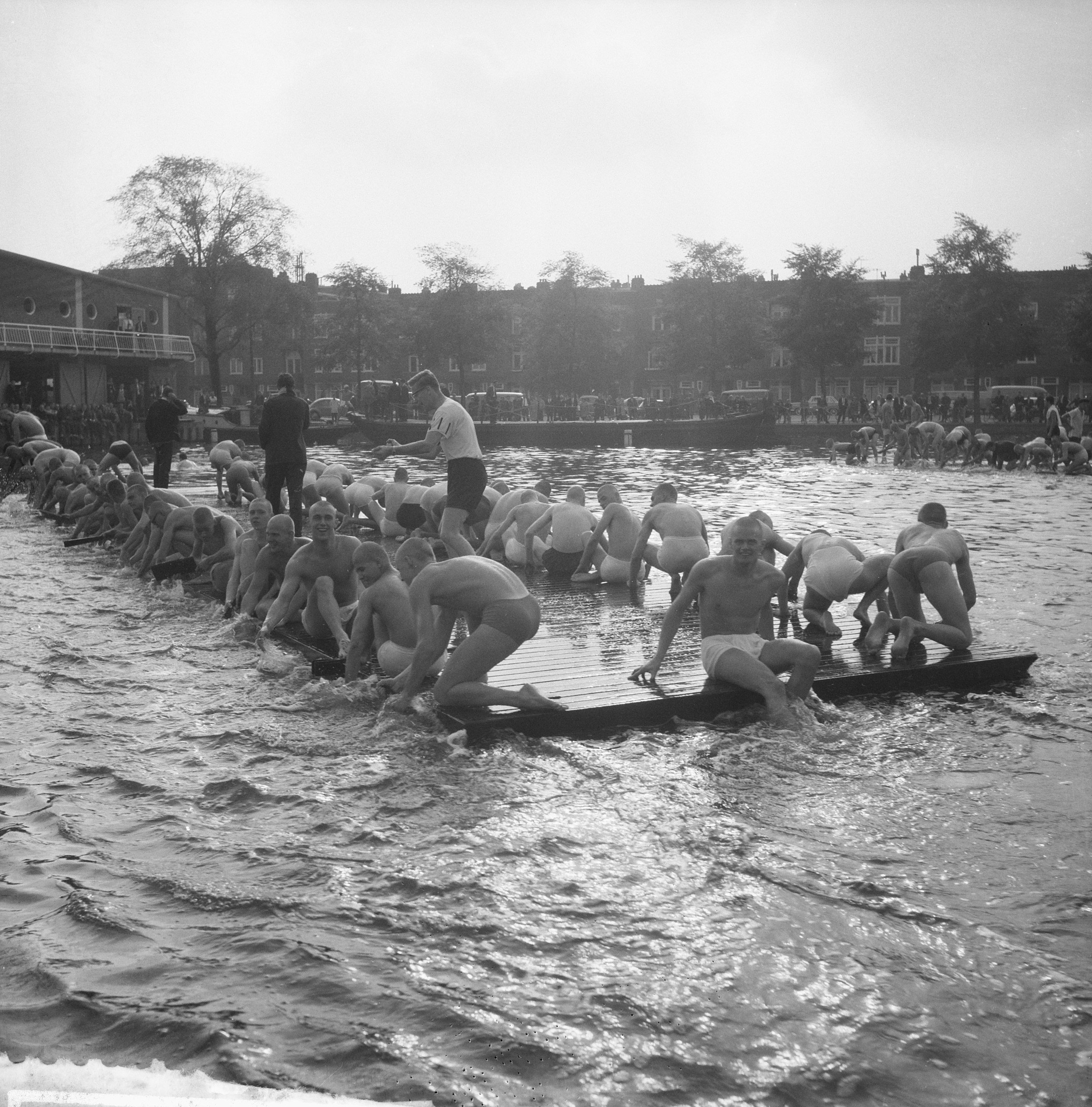
« Esclaves galériens », sur l'Amstel à Amsterdam (24 septembre 1962).
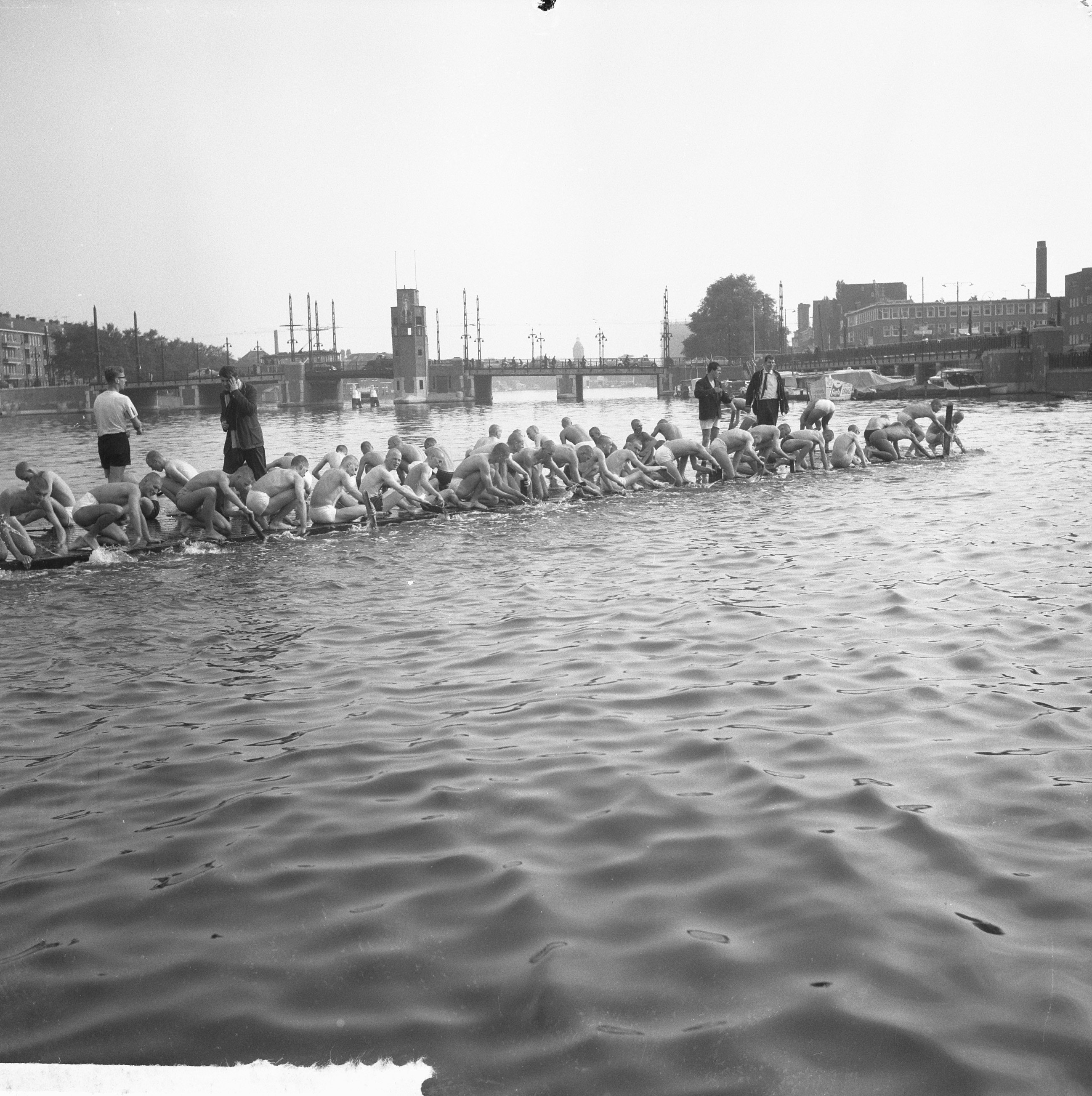
La « galère », qui semble être un simple ponton de quai détourné de son usage normal.
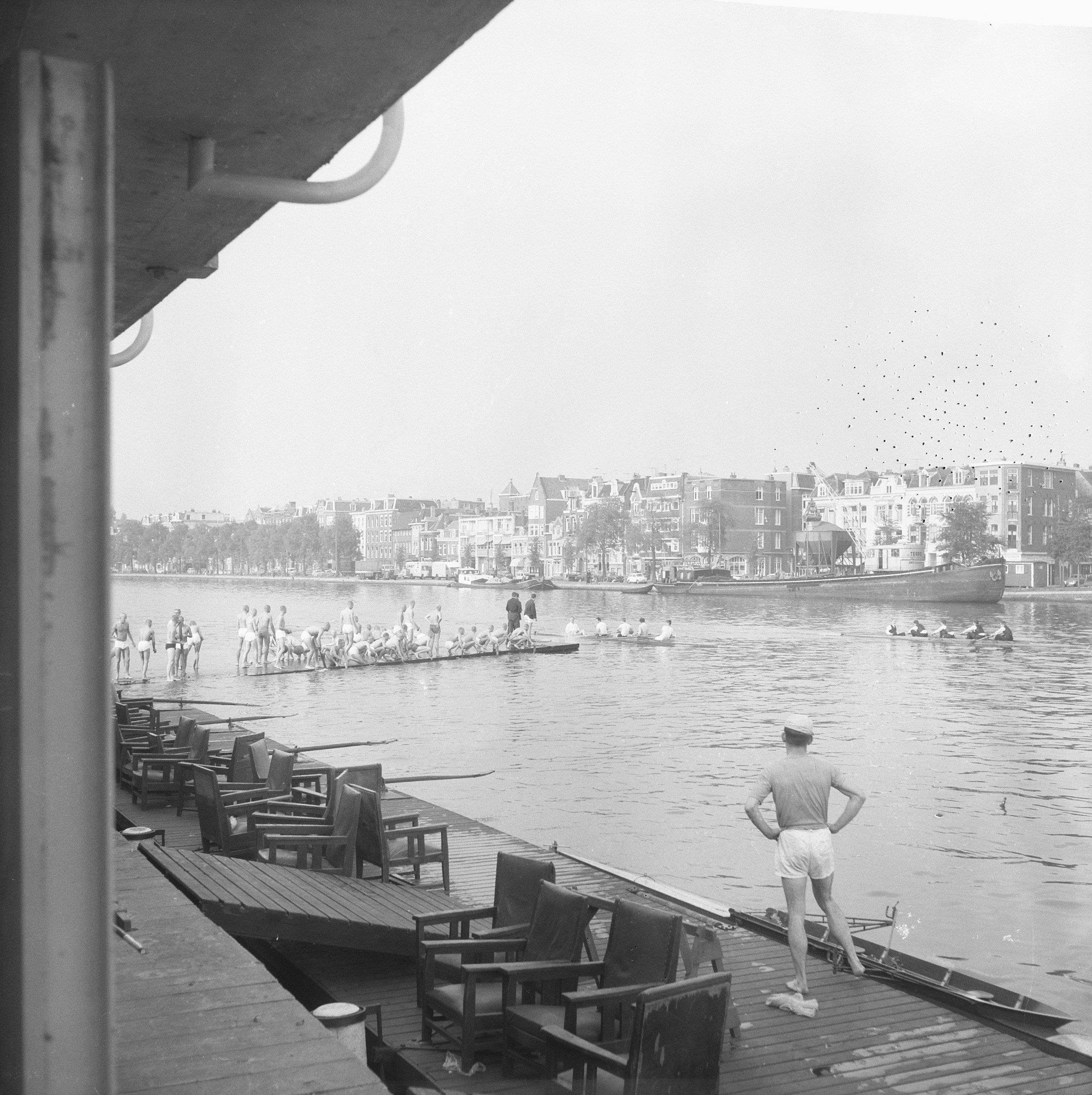
La « galère ».
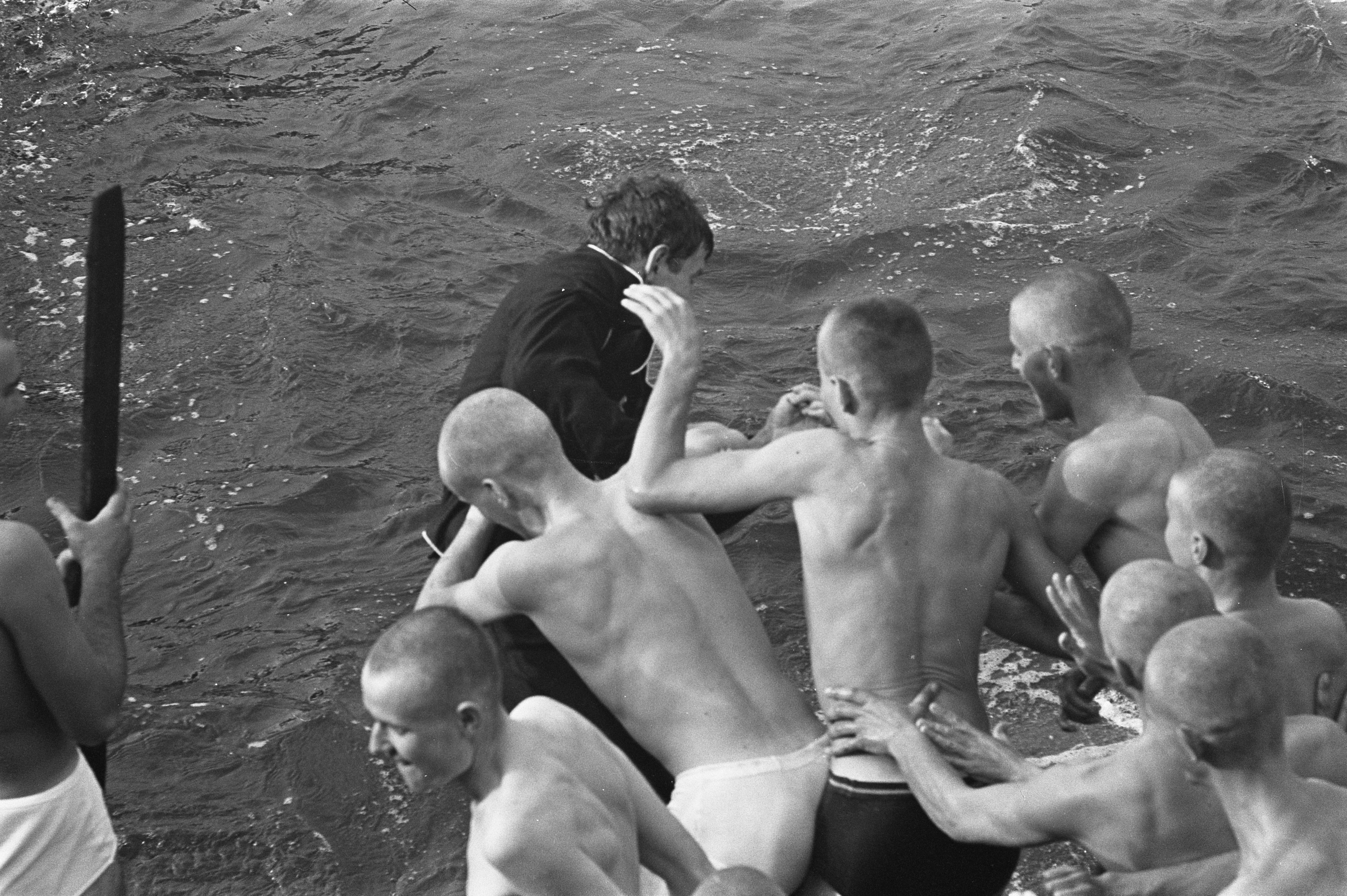
De jeunes bizutés poussent un de leurs aînés bizuteurs à l'eau.

### Russie
La dedovchtchina (en russe : дедовщина, la loi des grands-pères) désigne l'ensemble des mauvais traitements infligés dans l'Armée rouge, puis l'Armée russe, par les soldats aux recrues. Cela peut aller jusqu'à des mutilations très graves, entraîner la mort ou le suicide des victimes.
L'Union des comités de mères de soldats de Russie est très active et influente notamment pour défendre les conscrits sur ce sujet ainsi que pour aider les déserteurs,.

### États-Unis
L'une des traditions annuelles les plus célèbres est le Ditch day du California Institute of Technology (Caltech), pour ainsi dire un bizutage inversé : les anciens quittent le campus pendant vingt-quatre heures, et les nouveaux disposent de ce laps de temps (mais se sont souvent préparés pendant des mois) pour « piéger » leurs chambres par tous les moyens possibles et imaginables (on en vit parfois certaines transformées en piscines, ou leurs portes murées de façon totalement indécelable). Il appartient aux anciens, guidés eux-mêmes par les enseignements anciens de leurs aînés, de prévenir ces pièges ou à défaut, au moyen de leur seule sagacité, de les déjouer.

## Le bizutage comme rite d'initiation
Martine Segalen, dans Rites et rituels contemporains (1998), complète ce point de vue. Pour elle, dans les bizutages comme dans les rites d’initiation africains, le rituel vise à façonner un homme nouveau. Il constitue un groupe de pairs, une communauté soudée. Le bizutage permet au groupe de sélectionner et de reconnaître les plus aptes, il teste l’endurance physique et psychologique des nouveaux. Ainsi, le bizutage est bénéfique ; pour l’administration, car il met en place une communauté d’élèves avec laquelle elle pourra dialoguer, mais aussi pour la société car elle met en place des solidarités intermédiaires entre les individus et l’État et évite une trop grande individuation. Ces arguments sont souvent repris par les bizuteurs. Ceux-ci, surtout quand le bizutage existe depuis longtemps, défendent le sens de cette manifestation, ainsi que les valeurs et les traditions qu’il perpétue. Pour eux, le bizutage crée une communauté fraternelle et il perpétue l’esprit de l’école. Ceux-ci mettent aussi l’accent sur les relations chaleureuses entre étudiants qu’il crée, ce qui permet de compenser un esprit de compétition trop vif.